# Une voix qui vient du cœur
Albums de Nana Mouskouri
Comme un soleil
(1971) Vieilles chansons de France
(1973)
Une voix qui vient du cœur (parfois simplement nommé Une voix...) est un album français de la chanteuse grecque Nana Mouskouri sorti en 1972 en France chez Fontana. Comme la plupart des albums de Nana, celui-ci est produit par André Chapelle. Il s'en écoulera plus de 200 000 exemplaires en 1972 en France.

## Liste des titres
| 1.                     | Soleil, Soleil            | Arbex, Michel Jourdan                               | 2:59 |
| 2.                     | Prisonnier dans l'île     | G. Katzaros, Eddy Marnay                            | 4:59 |
| 3.                     | Où le vent t'emmène       | Neil Diamond, Michel Jourdan, Serge Lama            | 2:45 |
| 4.                     | Avé Maria                 | Gounod                                              | 2:45 |
| 5.                     | La poupée mécanique       | Traditionnel, Eddy Marnay                           | 1:30 |
| 6.                     | Je finirai par l'oublier  | Hélène Karaindrou, Michel Jourdan                   | 2:45 |
| 7.                     | Aux marches du palais     | Traditionnel                                        | 4:05 |
| 8.                     | Milisse Mou               | Manos Hadjidakis, Nikos Gatsos, Eddy Marnay         | 2:45 |
| 9.                     | Les bons souvenirs        | Manos Hadjidakis, Pierre Delanoé                    | 3:30 |
| 10.                    | Rosianna                  | T. Cashman, G. Pistilli, T. P. West, Pierre Delanoé | 3:00 |
| 11.                    | Le temps qu'il nous reste | Pintucci, Di Bari, Masini, Michel Jourdan           | 3:59 |
| 35 minutes 04 secondes |                           |                                                     |      |

## Classements
| Pays   | Meilleure position | Certification | Ventes  |
| ------ | ------------------ | ------------- | ------- |
| France | 7                  | Or            | 200 000 |
| Canada |                    | Or            | 50 000  |